# روجر بولينج
روجر بولينج (بالإنجليزية: Roger Bowling)‏ هو ملحن ومغن مؤلف أمريكي، ولد في 3 ديسمبر 1944 في Helton, Kentucky ‏ في الولايات المتحدة، وتوفي في 26 ديسمبر 1982.

## وصلات خارجية
- روجر بولينج على موقع ميوزك برينز (الإنجليزية)
- روجر بولينج على موقع ديسكوغز (الإنجليزية)